# Гемоксигеназа-1
HMOX1 (англ. Heme oxygenase 1) – білок, який кодується однойменним геном, розташованим у людей на короткому плечі 22-ї хромосоми. Довжина поліпептидного ланцюга білка становить 288 амінокислот, а молекулярна маса — 32 819.
| 10         |  | 20         |  | 30         |  | 40         |  | 50         |
| ---------- |  | ---------- |  | ---------- |  | ---------- |  | ---------- |
| MERPQPDSMP |  | QDLSEALKEA |  | TKEVHTQAEN |  | AEFMRNFQKG |  | QVTRDGFKLV |
| MASLYHIYVA |  | LEEEIERNKE |  | SPVFAPVYFP |  | EELHRKAALE |  | QDLAFWYGPR |
| WQEVIPYTPA |  | MQRYVKRLHE |  | VGRTEPELLV |  | AHAYTRYLGD |  | LSGGQVLKKI |
| AQKALDLPSS |  | GEGLAFFTFP |  | NIASATKFKQ |  | LYRSRMNSLE |  | MTPAVRQRVI |
| EEAKTAFLLN |  | IQLFEELQEL |  | LTHDTKDQSP |  | SRAPGLRQRA |  | SNKVQDSAPV |
| ETPRGKPPLN |  | TRSQAPLLRW |  | VLTLSFLVAT |  | VAVGLYAM   |  |            |

A: Аланін

D: Аспарагінова кислота

E: Глутамінова кислота

F: Фенілаланін

G: Гліцин

H: Гістидин

I: Ізолейцин

K: Лізин

L: Лейцин

M: Метіонін

N: Аспарагін

P: Пролін

Q: Глутамін

R: Аргінін

S: Серин

T: Треонін

V: Валін

W: Триптофан

Кодований геном білок за функціями належить до оксидоредуктаз, фосфопротеїнів. 
Задіяний у такому біологічному процесі, як апоптоз. 
Білок має сайт для зв'язування з іонами металів, іоном заліза, гемом. 
Локалізований у мембрані, ендоплазматичному ретикулумі, мікросомах.